# Desmundo
Desmundo é um drama cinematográfico brasileiro de 2002, dirigido por Alain Fresnot. Conta com roteiro de Fresnot, Sabina Anzuategui e Anna Muylaert, que se basearam no livro homônimo de Ana Miranda.

## Sinopse
O filme é ambientado ao redor de 1570, época em que os portugueses enviavam órfãs ao Brasil para que casassem com os colonos. Era uma tentativa dos jesuítas para os portugueses deixassem de se relacionar com mulheres indígenas e se casassem com mulheres brancas e cristãs. Essas órfãs viviam em conventos e muitas delas desejavam ser religiosas. Oribela, uma delas, é obrigada a casar com Francisco de Albuquerque.

## Elenco
- Simone Spoladore como Oribela
- Osmar Prado como Francisco de Albuquerque
- Caco Ciocler como Ximeno Dias
- Berta Zemel como dona Branca
- Beatriz Segall como dona Brites
- José Eduardo como governador
- Débora Olivieri como Maria
- José Rubens Chachá como João Couto
- Cacá Rosset como Afonso Soares d'Aragão
- Giovanna Borghi como Bernardinha
- Laís Marques como Giralda
- Arrigo Barnabé como músico

## Produção
Para ser mais fiel ao período em que o filme é ambientado, o diretor Alain Fresnot decidiu que, além de usar objetos, móveis e figurinos de época, os personagens também falariam português arcaico, além de idiomas indígenas e africanos. Ele afirmou que foi uma "decisão muito difícil", mas achou que seria superficial usar uma linguagem moderna e coloquial em um filme histórico. 
Assim, o filme tem legendas em português contemporâneo para facilitar a compreensão do público. A versão do português atual para o português arcaico foi coordenada por Helder Ferreira e Heitor Megale, professores de Lingüística da Universidade de São Paulo.
As filmagens foram realizadas em Ubatuba, São Paulo, porque, segundo o diretor, a cidade conta com um dos poucos trechos do litoral paulista ainda intocados pela urbanização, ideal para a reconstituição do Brasil Colônia.

## Principais prêmios e indicações
Grande Prêmio BR do Cinema Brasileiro 2004 (Brasil)
- Recebeu prêmios nas categorias de Melhor Figurino, Melhor Maquiagem e Melhor Direção de Arte.
- Indicado nas categorias de Melhor Atriz (Simone Spoladore), Melhor Ator Coadjuvante (Caco Ciocler) e Melhor Atriz Coadjuvante (Beatriz Segall).

Festival de Cinema Brasileiro de Paris (França)
- Recebeu o prêmio de Melhor Filme.

Festival de Brasília 2002 (Brasil)
- Venceu nas categorias de Melhor Trilha Sonora e Melhor Atriz Coadjuvante (Berta Zemel).

Prêmio ABC de Cinematografia 2004 (Brasil)
- Recebeu prêmios nas categorias de Melhor Direção de Arte e Melhor Fotografia de Longa-metragem.

Troféu APCA 2004 (Brasil)
- Venceu na categoria de Melhor Atriz (Simone Spoladore).

FesTroia - Festival Internacional de Cinema de Troia 2003 (Portugal)
- Venceu na categoria de Melhor Fotografia.
- Indicado ao Troféu Golfinho de Ouro